# Paris (Maine)
Paris és un poble i seu del Comtat d'Oxford (Maine) dels Estats Units d'Amèrica.

## Demografia
Segons el cens dels Estats Units del 2000 Paris tenia 4.793 habitants, 1.975 habitatges, i 1.238 famílies. La densitat de població era de 45,4 habitants/km².
Dels 1.975 habitatges en un 27,7% hi vivien nens de menys de 18 anys, en un 48,8% hi vivien parelles casades, en un 9,9% dones solteres, i en un 37,3% no eren unitats familiars. En el 30,3% dels habitatges hi vivien persones soles el 14,7% de les quals corresponia a persones de 65 anys o més que vivien soles. El nombre mitjà de persones vivint en cada habitatge era de 2,31 i el nombre mitjà de persones que vivien en cada família era de 2,85.
Per edats la població es repartia de la següent manera: un 21,7% tenia menys de 18 anys, un 7,9% entre 18 i 24, un 27,5% entre 25 i 44, un 23% de 45 a 60 i un 19,9% 65 anys o més.
L'edat mediana era de 40 anys. Per cada 100 dones de 18 o més anys hi havia 89,4 homes.
La renda mediana per habitatge era de 33.625 $ i la renda mediana per família de 43.166 $. Els homes tenien una renda mediana de 28.235 $ mentre que les dones 20.764 $. La renda per capita de la població era de 16.441 $. Entorn del 4,9% de les famílies i el 10,2% de la població estaven per davall del llindar de pobresa.

## Poblacions properes
El següent diagrama mostra les poblacions més properes.